# Metanopedias tucumanensis
Metanopedias tucumanensis är en stekelart som beskrevs av Peter Neerup Buhl 2003. Metanopedias tucumanensis ingår i släktet Metanopedias och familjen gallmyggesteklar. Inga underarter finns listade i Catalogue of Life.